# ISCM World Music Days
The ISCM World Music Days és un festival anual de música contemporània organitzat per la Societat Internacional de Música Contemporània, creat originalment en 1923 com el Festival ISCM com a mitjà per donar suport a les tendències de composició més avançades. Cada edició es fa en un lloc diferent, i els programes són organitzats per un jurat després d'avaluar les presentacions de cada secció nacional de l'ISCM.

## Edicions

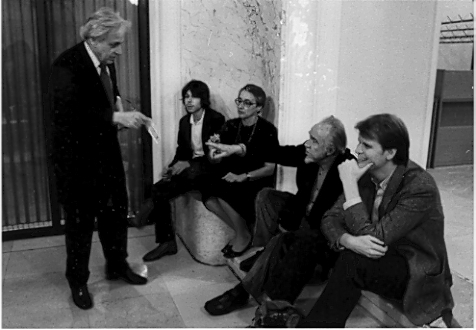
György, Lukas and Vera Ligeti, Conlon Nancarrow and Michael Daugherty (l.t.r.) at the 1982 ISCM World Music Days in Graz, Austria

| Year | Venue               |
| ---- | ------------------- |
| 1923 | Salzburg            |
| 1924 | Praga i Salzburg    |
| 1925 | Praga i Venècia     |
| 1926 | Zúric               |
| 1927 | Frankfurt del Main  |
| 1928 | Siena               |
| 1929 | Ginebra             |
| 1930 | Lieja i Brussel·les |
| 1931 | Oxford i Londres    |
| 1932 | Viena               |
| 1933 | Amsterdam           |
| 1935 | Florència           |
| 1936 | Barcelona           |
| 1937 | París               |
| 1938 | Londres             |
| 1939 | Varsòvia i Cracòvia |
| 1946 | Londres             |
| 1947 | Amsterdam           |
| 1948 | Palerm Taormina     |
| 1950 | Brussel·les         |
| 1951 | Frankfurt del Main  |
| 1952 | Salzburg            |
| 1953 | Oslo                |
| 1954 | Haifa               |
| 1955 | Baden-Baden         |
| 1956 | Estocolm            |
| 1957 | Zúric               |
| 1958 | Estrasburg          |
| 1959 | Roma                |

| Year | Venue                               |
| ---- | ----------------------------------- |
| 1960 | Colònia                             |
| 1961 | Viena                               |
| 1962 | Londres                             |
| 1963 | Amsterdam                           |
| 1964 | Copenhaguen                         |
| 1965 | Madrid                              |
| 1966 | Estocolm                            |
| 1967 | Praga                               |
| 1968 | Varsòvia                            |
| 1969 | Hamburg                             |
| 1970 | Basilea                             |
| 1971 | Londres                             |
| 1972 | Graz                                |
| 1973 | Reykjavík                           |
| 1974 | Rotterdam                           |
| 1975 | París                               |
| 1976 | Boston                              |
| 1977 | Bonn                                |
| 1978 | Estocolm Hèlsinki                   |
| 1979 | Atenes                              |
| 1980 | Tel-Aviv                            |
| 1981 | Brussel·les                         |
| 1982 | Graz                                |
| 1983 | Aarhus                              |
| 1984 | Toronto i Mont-real                 |
| 1985 | Països Baixos                       |
| 1986 | Budapest                            |
| 1987 | Col+onia, Bonn i Frankfurt del Main |
| 1988 | Hong Kong                           |

| Year | Venue                                             |
| ---- | ------------------------------------------------- |
| 1989 | Amsterdam                                         |
| 1990 | Zúric                                             |
| 1991 | Oslo                                              |
| 1992 | Varsòvia                                          |
| 1993 | Mèxic DF                                          |
| 1994 | Estocolm                                          |
| 1995 | Ruhr                                              |
| 1996 | Copenhaguen                                       |
| 1997 | Seül                                              |
| 1998 | Manchester                                        |
| 1999 | Romania i Moldàvia                                |
| 2000 | Luxemburg                                         |
| 2001 | Yokohama                                          |
| 2002 | Hong Kong                                         |
| 2003 | Ljubljana                                         |
| 2004 | Suïssa                                            |
| 2005 | Zagreb                                            |
| 2006 | Stuttgart                                         |
| 2007 | Hong Kong                                         |
| 2008 | Vilnius                                           |
| 2009 | Visby, Växjö i Göteborg                           |
| 2010 | Sydney                                            |
| 2011 | Zagreb                                            |
| 2012 | Anvers, Bruges, Brussel·les, Gant, Lovaina i Mons |
| 2013 | Kosice, Bratislava i Viena                        |
| 2014 | Wroclaw                                           |
| 2015 | Eslovènia                                         |
| 2016 | Tongyeong                                         |
| 2017 | Vancouver                                         |
| 2018 | Pequín                                            |
| 2019 | Tallinn                                           |
| 2020 | Auckland i Christchurch                           |
| 2021 | Xangai i Nanning                                  |

| Year | Venue |
| ---- | ----- |